# Пайкуль (дворянский род)
Пайкуль (нем. von Paykull) — дворянский род.

## Происхождение и история рода
Происходит из Швеции, в начале XVI в. переселился в Эстляндию. Георг Пайкуль (1603—57) был шведским генерал-лейтенантом, губернатором висмарским и рейхсратом.
- Пайкуль, Отто Арнольд (1662—1707) — лифляндский дворянин, генерал-лейтенант саксонско-польской армии Августа II. Участник Северной войны.
- Пайкуль, Густав (1757—1826) — шведский натуралист и поэт, член Парижской и Стокгольмской академий.

Род Пайкуль внесен в дворянский матрикул Эстляндской губ. и в VI ч. родословной книги Новгородской губ.

## Описание герба
Щит рассечен. Правое поле серебряно-черное, шахматное (7х3). В левом золотом поле три черных птицы в столб.
Щит увенчан повернутым дворянским шлемом с серебряно-черным с бурелетом, с золотым витком в середине. Нашлемник — возникающий золотой лев с поднятым серебряным мечом с золотой рукоятью, между двух черных распростертых крыльев. Намет черный, подложенный золотом и серебром.